# Уаттара, Данго
Данго́ Абубака́р Фесса́л Уаттара́ (фр. Dango Aboubacar Faissal Ouattara; род. 11 февраля 2002, Уагадугу) — буркинийский футболист, нападающий английского клуба «Брентфорд» и сборной Буркина-Фасо.

## Клубная карьера
Уаттара начал профессиональную карьеру на родине клубе «Мажестик». Летом 2020 года Данго перешёл в французский «Лорьян». Для получения игровой практики Уаттара начал выступать за дублирующий состав клуба. 8 августа 2021 года в матче против «Сент-Этьена» он дебютировал в Лиге 1. 20 апреля 2022 года в поединке против «Меца» Данго забил свой первый гол за «Лорьян».
19 января 2023 года Уаттара перешёл в английский «Борнмут». 21 января в матче против «Ноттингем Форест» он дебютировал в английской Премьер-лиге. 15 апреля 2023 года в поединке против «Тоттенхэм Хотспур» Данго забил свой первый гол за «Борнмут».

## Международная карьера
30 декабря 2021 года в товарищеском матче против сборной Мавритании Уаттара дебютировал за сборную Буркина-Фасо. В начале 2022 года Данго принял участие в Кубке Африки в Камеруне. На турнире он сыграл в матчах против сборных Эфиопии, Габона и Туниса. В поединке против тунисцев Уаттара забил свой первый гол за национальную команду.
В 2024 году Уаттара во второй раз принял участие в Кубке Африки 2023 в Кот-д’Ивуаре. На турнире он сыграл в матчах против сборных Анголы и Мали.

### Голы за сборную Буркина-Фасо
| #   | Дата           | Место                                | Противник   | Счёт | Результат | Соревнование                     |
| --- | -------------- | ------------------------------------ | ----------- | ---- | --------- | -------------------------------- |
| 01. | 29 января 2022 | Румде Аджия, Гаруа, Камерун          | Тунис       | 1:0  | 1:0       | Кубок Африки 2021                |
| 02. | 3 июня 2022    | Марракеш, Марракеш, Марокко          | Кабо-Верде  | 2:0  | 2:0       | Кубок Африки 2023 квалификация   |
| 03. | 7 июня 2022    | Соккер Сити, Йоханнесбург, ЮАР       | Эсватини    | 1:1  | 1:3       | Кубок Африки 2023 квалификация   |
| 04. | 7 июня 2022    | Соккер Сити, Йоханнесбург, ЮАР       | Эсватини    | 1:2  | 1:3       | Кубок Африки 2023 квалификация   |
| 05. | 19 ноября 2022 | Марракеш, Марракеш, Марокко          | Кот-д’Ивуар | 1:0  | 2:1       | Товарищеский матч                |
| 06. | 28 марта 2023  | Стейд де Кеге, Ломе, Того            | Того        | 0:1  | 1:1       | Кубок Африки 2023 квалификация   |
| 07. | 21 ноября 2023 | Стаде Эль Абди, Эль-Джадида, Марокко | Эфиопия     | 0:3  | 0:3       | Чемпионат мира 2026 квалификация |